# Billy Dawe
William "Billy" Dawe, född 8 juni 1924 i Cochrane i Alberta, död 20 maj 2013 i Edmonton, var en kanadensisk ishockeyspelare.
Dawe blev olympisk guldmedaljör i ishockey vid vinterspelen 1952 i Oslo.